# Vườn quốc gia Llanos de Challe
Vườn quốc gia Llanos de Challe nằm bên bờ biển Thái Bình Dương, thuộc vùng Atacama, Chile. Điểm cao nhất của nó là đỉnh Cerro Negro cao 950 mét. Tại núi Black của vườn quốc gia có sự xuất hiện của hiện tượng sương mù thấp khiến cho khu vực này không thể có mưa.
Hệ sinh thái sa mạc ven biển mỏng manh này là môi trường sống cho các loài thực vật quý hiếm bao gồm loài bị đe dọa Bomarea ovallei mà địa phương gọi là Garra de León. Ngoài ra, xương rồng và các loài cây bụi cũng phổ biến tại đây, một số trong đó là những loài đặc hữu. Về động vật, vườn quốc gia là nơi có số lượng lớn nhất của loài Lạc đà thảo nguyên lớn tại vùng Atacama cùng một số loài như Lửng cáo Nam Mỹ. Khu vực bờ biển với những bãi cát trắng hoang sơ (như là Playa Blanca) và vùng đất ngập nước ven biển là nơi trú ẩn của các loài chim như Kịch, Thiên nga cổ đen, Hồng hạc...Các loài chim khác bao gồm Cắt lớn, Thần ưng Andes, Asthenes.